# Catedral patriarcal de San Jorge
La Catedral Patriarcal de San Jorge (en griego: Καθεδρικός ναός του Αγίου Γεωργίου, en turco: Aya Yorgi Kilisesi), es en la actualidad la principal catedral ortodoxa griega de Estambul, la ciudad más grande de Turquía. 

## Historia
Desde alrededor de 1600, ha sido la sede del Patriarcado Ecuménico de Constantinopla, el patriarcado principal de la Iglesia ortodoxa de Grecia y reconocido como el líder espiritual de los cristianos ortodoxos del mundo. La catedral, dedicada al mártir cristiano San Jorge, es el escenario de numerosos servicios importantes y es donde el patriarca consagra el Crisma (Myron). En su interior se encuentra el célebre Trono del patriarca de Constantinopla.
Desde la caída de los otomanos y el auge del nacionalismo turco moderno, la mayoría de la población greco-ortodoxa de Estambul ha emigrado, dejando al patriarca en la posición anómala de "un líder sin rebaño", al menos a nivel local. Hoy la Catedral de San Jorge sirve principalmente como centro simbólico de la Iglesia ortodoxa de Constantinopla, y como un centro de peregrinación para los cristianos ortodoxos. La iglesia está financiada por donaciones de comunidades ortodoxas de otros países.
El 3 de diciembre de 1997, un atentado con bomba hirió gravemente a un diácono y dañó la catedral. Este fue uno de los numerosos ataques terroristas contra el Patriarcado Ecuménico de Constantinopla, sus iglesias y cementerios en Estambul en los últimos años. Los esfuerzos para llevar a los terroristas a la justicia siguen su curso. La catedral está abierta al público de 8:30 a 16:00, con un estricto control de seguridad.